# Karate-Europameisterschaften 1992
Die 27. Karate-Europameisterschaften fanden vom 5. bis zum 7. Mai 1992 in ’s-Hertogenbosch in den Niederlanden statt.
Für den Deutschen Karate Verband sicherte sich Toni Dietl hier den EM-Titel im Kumite OPEN und Silvia Wiegärtner den Titel im Kumite bis 60 kg. 
Silber erkämpften sich Simone Schreiner in der Kata, Anette Christl im Kumite OPEN, Murat Uysal im Kumite bis 65 kg, sowie Waldemar Rauch bis 80 kg.
Die Kumite Teams der Damen und Herren sicherten sich jeweils Bronze.

## Medaillen Herren

### Einzel
| Kategorie     | Gold             | Silber          | Bronze                                  |
| ------------- | ---------------- | --------------- | --------------------------------------- |
| Kata          | Sanz de la Hoz   | Pasquale Acri   | Laurant Riccio                          |
| Kumite -60 kg | Damian Dovy      | Gabrielson      | Sigillo Danielle Simmi                  |
| Kumite -65 kg | Jesus Juan Rubio | Murat Uysal     | Francesco Muffato Jeffrey Snel          |
| Kumite -75 kg | Ronny Rivano     | Romaine Anselmo | Haldun Alagas Abbati Degli              |
| Kumite -80 kg | M. Alstadsaether | Waldemar Rauch  | S. Blanco Granes Gianluca Guazzaroni    |
| Kumite +80 kg | Serge Tomao      | Enver Idrizi    | Fernando Luis Garcia Claudio Guazzaroni |
| Kumite OPEN   | Toni Dietl       | Morton          | Kemal Aktepe Giovanni Tramontini        |

### Mannschaft
| Kategorie | Gold       | Silber     | Bronze              |
| --------- | ---------- | ---------- | ------------------- |
| Kata      | Frankreich | Spanien    | Italien             |
| Kumite    | England    | Frankreich | Spanien Deutschland |

## Medaillen Damen

### Einzel
| Kategorie     | Gold               | Silber            | Bronze                     |
| ------------- | ------------------ | ----------------- | -------------------------- |
| Kata          | Maite San Narchiso | Simone Schreiner  | L. Pyree                   |
| Kumite -53 kg | Sari Laine         | Ivonne Sneff      | Marise Mazurier Tuccito    |
| Kumite -60 kg | Molly Samuels      | Leya Gedik        | Monique Amghar Palma Diosi |
| Kumite +60 kg | Silvia Wiegärtner  | Marie-Agne Legros | Nurhan Firat Riley         |
| Kumite OPEN   | Sari Laine         | Anette Christl    | Janice Francis Sykorova    |

### Mannschaft
| Kategorie | Gold    | Silber  | Bronze              |
| --------- | ------- | ------- | ------------------- |
| Kata      | Spanien | Italien | Frankreich          |
| Kumite    | England | Spanien | Italien Deutschland |